# Бошерница
Бошерница (рум. Boşerniţa) — село в Резинском районе Молдавии. Наряду с сёлами Чорна и Стохная входит в состав города Резина.

## География
Село расположено на правом берегу реки Днестр на высоте 98 метров над уровнем моря.

## Население
По данным переписи населения 2004 года, в селе Бошерница проживает 486 человека (243 мужчины, 243 женщины).
Этнический состав села:
| Национальность | Число жителей | Процентный состав |
| -------------- | ------------- | ----------------- |
| молдаване      | 483           | 99.4              |
| русские        | 3             | 0.6               |
| Всего          | 486           | 100%              |